# Торос Рослин
Торос Рослин (на арменски: Թորոս Ռոսլին) е един от най-изтъкнатите художници-миниатюристи на средновековна Армения, представител на Киликийската школа на миниатюрата. Създава своите произведения в скриптория на крепостта Румкале. Запазени са седем ръкописа с подтвърдено негово авторство, завършени между 1256 и 1268 г.

## Биография
Биографични данни за Торос Рослин няма. Датите на неговото раждане и кончина са изведени въз основа на предположения, които използват годините на създаване на неговите ръкописи – най-ранната и най-късната от съхранилите се. Изчисленията водят до приблизителното време на раждане между 1210 и 1216 г. За годината на смъртта се приема 1270 г., свързана с приписваната на Торос ръкопис „Евангелие на принц Васак“.
Произходът на Торос също е неизвестен, за него съществуват само предположения. Изследователят на творчеството на Торос, Левон Чукасзян, обръща внимание на един колофон с подпис: Торос по фамилия Рослин. Фактът е необичаен, тъй като в средновековната Армения носенето на фамилно име е прерогатив само на членовете на княжески домове. Оттук се прави извод за благородническия произход на Торос, но същевременно се отчита, че арменска благородническа фамилия Рослин не съществува. За обяснение се предлага хипотеза, за чието формулиране се привличат събития извън Армения и се приема за достоверно, че почти всички известни кръстоносци, дошли в Ориента, се женят за арменски графини.
Рослин се нарича едно село недалеч от Единбург. В непосредствена близост до него се намират едноименните крепост и параклис, добре известни извън Шотландия. Собствениците на тази територия, членове на фамилия Синклер (Сен-Клер), участват в кръстоносните походи. Единият от тях, Хенри Синклер, известен също като барон Рослин, се бие заедно с Годфроа дьо Буйон по време на Първия кръстоносен поход от 1096 г. Ако се приеме, че кръстоносецът Хенри Синклер се е оженил за арменка и през 11 – 12 век семейството му е арменизирано, тогава предлаганата хипотеза обяснява произхода на Торос и неговото фамилно име.
От колофона на ръкописа от 1260 г. е известно, че Торос Рослин е бил свещеник и имал деца.
Торос Рослин създава своите ръкописи в скриптория на крепостта Румкале, където от 1149 до 1292 г. се намира престолът на арменската църква. Името на Торос Рослин е записано в колофоните на седем запазени до днес ръкописа. Те са изпълнени в рамките на 13 години и имат малък времеви интервал помежду си. Ръкописи с подписа на Торос няма нито преди, нито след този период. Всички известни днес ръкописи на Торос по един или друг начин са свързани с католикос Константин I (Констандин Бардзрабердци). След кончината на католикоса през 1268 г. няма ръкописи с името на Рослин.

## Творчество
Торос Рослин е най-големият и известният представител на Киликийската школа на миниатюра. Свободата на художественото мислене и изключителното съвършенство на живописната техника нареждат неговите произведения сред най-високите постижения на средновековното изкуство. Неговите илюстрации на евангелия извеждат книжната живопис на Киликийската школа на ново ниво.
Характерните черти на произведенията на Рослин са яснотата на композиционните и пространствените решения, богатството на орнаментите, изисканият колорит. Той възстановява забравената след падането на Анийското царство многосюжетна повествователна миниатюра. Връща старите теми на евангелските цикли, като внася свое виждане при създаването им. Модифицира или добавя нови тематични миниатюри, включва в тях елементи на всекидневния живот.
Благодарение на Рослин в средновековната миниатюра се появяват неидеализирани изображения на хора. Сцените при Рослин са освободени от характерната по-рано статичност, персонажите са показани с проявени чувства. Образите са естествени, представени са в грациозни пози или енергично движение, одеянията не скриват, а подчертават формите на човешките фигури.
Рослин използва нови начини за оформяне на книги, украсява ги не само като художник, но и като книгописец – изписаните от него редове се смятат за изключителен образец на калиграфското изкуство.
В произведенията на Рослин проличава задълбоченото познаване на книжната живопис на предходните арменски художници, запознат е и с византийските и западноевропейските (готически) ръкописи. Неговите миниатюри съдържат чертите и на трите вида традиции, съчетаването им е майсторско и произведенията на Рослин се отличават с цялостност и хармония.

## Ръкописи
Съществуват седем ръкописа, чиито записи в колофони съдържат подписа на Рослин и директно сочат неговото авторство. Освен тях на Рослин се приписват няколко ръкописа, които нямат данни за художника на илюстрациите. Стилът им е близък до този на Рослин, но не съвпада изцяло, което води до предположение, че в тяхното създаване са участвали неговите ученици.

### Доказано авторство
Подписаните от Торос Рослин ръкописи са създадени между 1256 и 1268 г.:
- „Зейтунско евангелие“, 1256 г., Ереван, Матенадаран (MS No. 10450). Най-ранното подписано от Рослин евангелие, съдържа 409 страници. Създадено е в Румкале за католикос Константин I. Ръкописът е повреден, но откъснатите 8 листа с хорани, съдържащи „Каноните на съгласие“, не са изгубени и са в цялостен вид.[14][15]
- Евангелие, 1260 г., Иерусалим, библиотека на Арменския патриархат (MS No. 251). Създадено е в Румкале за католикос Константин I.
- „Севастийско евангелие“ (Sebastia Gospel), 1262 г., Baltimore, Walters Gallery (MS No. 539). Създадено е в Румкале за свещеник Торос, племенник на католикос Константин I. Размерът на книгата е 21.5х30.0 cm. Ръкописът е с най-разкошната украса в сравнение с другите подписани от Рослин. Съдържа 15 миниатюри на цял лист и 67 по-малки илюстрации. Анализът на стила на изображенията дава основание за предположение, че Рослин е работил с помощници, но като цяло общото качество на илюстрациите е изключително високо. Ръкописът е много ценна реликва за арменската църква, неговите илюстрации служат като образец за арменските книгописци до 17 век.[16]
- Евангелие, 1262 г., Йерусалим, библиотека на Арменския патриархат (MS No. 2660). Създадено е в Румкале за принц Левон, наследника на Хетум I, (бъдещ цар Левон III).
- Евангелие, 1265 г., Йерусалим, библиотека на Арменския патриархат (MS No. 1956). Създадено е за принцеса Керан, дъщеря на Константин II от княжеския род Ламброн. Размер 27х19 cm, 293 пергаментни листа.[17]
- „Мащоц“ (Молитвеник), 1266 г., Йерусалим, библиотека на Арменския патриархат (MS No. 2027). Написано е в Сис, украсено е в Румкале.
- „Малатийско евангелие“, 1267 – 1268 г., Ереван, Матенадаран (MS No. 10675). Създадено е в Румкале по поръчка на католикос Константин I за подарък на наследника Хетум (бъдещ цар Хетум II), който по това време е само на 5 години. Ръкописът представлява четвероевангелие с размер 22×17 cm и 332 листа. Текстът е написан върху тънък пергамент, миниатюрите са върху малко по-плътен пергамент. Ръкописът е затворен в сребърен обков. Съхранилите се илюстрации са: 12 хорана, от които осем са с таблиците на каноните на согласие, четири титулни страници и миниатюри с образи на евангелистите; евангелски цикъл от единадесет миниатюри. В ръкописа има следи от изрязани листа, изгубени са не по-малко от 14 миниатюри. Преполага се, че при изработването на ръкописа Рослин е имал помощници.[4]

- Титулен лист на Евангелие от Марк, Зейтунско евангелие, 1256 г., Матенадаран (Ms. 10450).
- Съмненията на Тома Неверни, Малатийско евангелие, 1267 – 1268 г., Матенадаран (Ms. 10675).
- Рождество Христово, Малатийско евангелие, 1267 – 1268 г., Матенадаран (Ms. 10675).
- Апостол Йоан, Малатийско евангелие, 1267 – 1268 г., Матенадаран (Ms. 10675).

### Предполагаемо авторство
Според записите в колофоните, в разцвета на своята дейност Рослин работи с ученици и помощници. Предполага се, че те толкова добре овладяват творческият метод на своя учител, че е трудно да се различат техните илюстрации от миниатюрите на самия Рослин. Стиловите разлики в сравнение с подписаните от Рослин произведения се разглеждат от някои изследователи като резултат на еволюцията на неговото творчество. Други ги обясняват, като допускат илюстрациите да са на художници, съвременници на Рослин, майсторството на които е на същата висота.
- „Евангелие на царицата Керан“, 1272 г., Йерусалим, библиотека на Арменския патриархат, (MS No. 2563). Размер 32х23 cm, 384 пергаментни листа и 36 илюстрации. Преписано е от Аветис в Сис.[18]
- „Евангелие на княз Васак“, около 1270 г., Йерусалим, библиотека на Арменския патриархат (MS No. 2568). Размери 26х20 cm, 323 пергаментни листа. Създаден е за Васак, по-малкия брат на цар Хетум I, и неговите синове Констандин и Хетум, родени през 1260 г. Ръкописът е поправян от брата на Васак, епископ Ованес.[19]
- „Евангелие на осемте художника“ Ереван, Матенадаран (MS No. 7651). Размер 22.5х16.7 cm, пергамент. Преписано е от Аветик, завършено е от Саркис Пидзак.
- Евангелие, втората половина на 13 век, Ереван, Матенадаран (MS No. 9422). Размер 40.3х21 cm, 312 пергаментни листа. Манускриптът е възстановен и преподвързан след създаването му. Според тогавашната традицията всички миниатюри на цяла страница са групирани така, че да образуват един повествователен цикъл. Само таблиците на каноните могат да бъдат приписани на Торос Рослин.[20][21]
- „Чашоц“ (Лекционарий), 1286 г., Ереван, Матенадаран (MS No. 979). Размер 33.5х24.5 cm, 400 пергаментни листа.[20][22]
- Евангелие, 1287 г. Ереван, Матенадаран (MS No. 197). Размер 26.3 X 18 cm, 357 пергаментни листа. Преписано е от Ованес в Акнер, получателят е епископ Ованес.
- „Евангелие на принц Левон“, предположително 1250 – 1251 г., Ереван, Матенадаран, (MS No. 8321), В него са запазени хорани с „Каноните на съгласие“, три титулни листа, маргиналии, украсени инициали и портретът на принц Левон. Поръчано е от католикос Костантин I. Ръкописът не е запазил своята дата.
- „Евангелие на цар Хетум I“, 1266 г., Ереван, Матенадаран (MS 5458). Силно повреден ръкопис.

## Галерия
- Творби на Торос Рослин
- Прекосяването на Червено море (1266)
- Страшният съд (1262)
- Предците на Христос (1262)
- Свети Лука Евангелист
- Портрет на принц Левон (1250)
- Евангелист Матей с писалка натопена в мастилото (1262)
- Страница с Каноните на съгласие (Таблиците на Евсевий)
- Портрет на крал Левон и кралица Керан (1262)
- Възкресението на Лазар